# قسم سيدابراهيم الريفي (مقاطعة دهلران)
قسم سيدابراهيم الريفي (بالفارسية: دهستان سیدابراهیم) هي منطقة ريفية تقع في Zarrinabad District في إيران. يقدر عدد سكانها بـ 1,547 نسمة .